# Dąbrowa Białostocka (gromada 1969–1972)
Dąbrowa Białostocka (1954–68 Ostrowie) – dawna gromada, czyli najmniejsza jednostka podziału terytorialnego Polskiej Rzeczypospolitej Ludowej w latach 1954–1972.
Gromady, z gromadzkimi radami narodowymi (GRN) jako organami władzy najniższego stopnia na wsi, funkcjonowały od reformy reorganizującej administrację wiejską przeprowadzonej jesienią 1954 do momentu ich zniesienia z dniem 1 stycznia 1973, tym samym wypierając organizację gminną w latach 1954–1972.
Gromadę Dąbrowa Białostocka z siedzibą GRN w mieście Dąbrowa Białostocka utworzono 1 stycznia 1969 w powiecie dąbrowskim w woj. białostockim, w związku z przeniesieniem siedziby GRN gromady Ostrowie z Ostrowia do Dąbrowy Białostockiej i przemianowaniem gromady na gromada Dąbrowa Białostocka; równocześnie do gromady Dąbrowa Białostocka przyłączono wsie Kirejewszczyzna, Małyszówka i Jasionówka oraz kolonię Jasionówka z miasta Dąbrowa Białostocka.
1 stycznia 1972 do gromady Dąbrowa Białostocka przyłączono obszar zniesionej gromady Stara Kamienna.
Gromada przetrwała do końca 1972 roku, czyli do kolejnej reformy gminnej. Z dniem 1 stycznia 1973 roku utworzono gminę Dąbrowa Białostocka.
Uwaga: Jednostka o nazwie gromada Dąbrowa Białostocka – lecz o zupełnie innym obszarze – istniała też w latach 1954–64 (1954–61 jako gromada Dąbrowa); w 1965 utworzono z jej obszaru miasto Dąbrowa Białostocka.